# Bennett Champ Clark
Pour les articles homonymes, voir Clark.
Joel Bennett Clark, mieux connu sous le nom de Bennett Champ Clark, né le 8 janvier 1890 à Bowling Green et mort le 13 juillet 1954 à Gloucester, est un juge fédéral et homme politique américain, membre du Parti démocrate, sénateur du Missouri entre le 4 mars 1933 et le 3 janvier 1945.

## Biographie
Il est le fils de Champ Clark (en).